# Tex Avery
Frederick Bean "Fred/Tex" Avery (Taylor, Texas, 26 de fevereiro de 1908 – Burbank, Califórnia, 26 de agosto de 1980) foi um diretor cinematográfico, animador, cartunista e dublador estadunidense, famoso por produzir desenhos animados durante a Era de Ouro da animação americana. A maior parte de sua obra foi produzida nos estúdios Warner Bros. e Metro-Goldwyn-Mayer, criando os personagens Pernalonga, Patolino, Droopy, Esquilo Maluco, George e Junior, e ajudando no desenvolvimento de Gaguinho e Picolino (este último para o Walter Lantz Studio). Sua influência pode ser encontrada em quase todos os desenhos produzidos nas décadas de 1940 e 1950.
Graças à liberdade de ideias que Fred Quimby (o produtor) dava aos seus funcionários para eles próprios criarem as histórias (normalmente, é o produtor que coordena as histórias e a criação dos personagens, mas neste caso não), Avery criou personagens e desenhou histórias jamais esquecíveis. O estilo de Avery quebrou o padrão de realismo estabelecido por Walt Disney e encorajou os animadores a ampliar os limites da animação, permitindo fazer coisas em um desenho animado que não seriam possíveis no mundo de um filme em live-action. Uma frase de Avery frequentemente citada é que "Num desenho animado você pode fazer tudo," sendo justamente isso o que seus desenhos faziam. Ele também era conhecido pelo seu estilo característico de dublagem.

## Biografia
Tex interessou-se por animação em uma idade já avançada, começou extraindo tiras de sua antiga escola, e gastou um verão estudando a arte no Chicago Art Institute. Avery foi para Califórnia e incorporou-se no campo de animação como um pintor de cenário para Walter Lantz (criador do Pica-Pau), na Universal Pictures. Trabalhando com Lantz, aprendeu todo processo de animação e transformou-se logo um artista. Em 1935, Tex foi trabalhar na Warner Bros, ao lado de Bob Clampett e Chuck Jones. Na Warner, Avery dirigiu seu primeiro desenho para essa companhia, o Gaguinho (Porky Pig), que era uma criação de Bob Clampett. Em 1937 Tex apresentou ao mundo da animação um dos mais famosos personagens de todos os tempos: Patolino (Daffy Duck). Tex Avery também criou o personagem Hortelino Troca-Letra (Elmmer J. Fudd) e a inesquecível personalidade malandra e esperta de Pernalonga (Bugs Bunny) junto com a famosa frase "O que que há, velhinho?". Ficou na Warner de 1935 a 1941. Uma discussão com Leon Schlesinger conduziu Tex sair da Warner em 1941.
Nesse mesmo ano, Tex foi empregado pelo produtor Fred Quimby da MGM, que no momento contava com a incrível dupla formada por William Hanna e Joseph Barbera (mais tarde criariam a Hanna-Barbera). Fred Quimby pediu a Tex Avery o mesmo que pediu a Wiliam Hanna e Joseph Barbera (que realizavam nessa época Tom and Jerry), fazer um desenho animado à sua maneira, e Tex criou as personagens e fez alguns dos melhores cartoons que o mundo viu. Tex não concentrou em criar personagens duráveis. De todos seus personagens, Droopy é o mais popular e também a única das que criou na MGM que tinha uma frase única, tal como Pernalonga (Bugs Bunny), "Hello, Are you happy people". No entanto, esta frase é menos popular que a de Pernalonga (Bugs Bunny).
Em 1954, Tex deixou a MGM. Tornou a reunir-se com Walter Lantz para fazer somente quatro cartoons, e criar a popular personagem Picolino (Chilly Willy). Depois de um tempo Tex se demitiu, e nunca mais dirigiu um desenho animado. Se uniu a Cascade Studios para dirigir peças publicitárias.
Mesmo tendo se afastado do mundo das animações, Tex não deixou de receber propostas para continuar dirigindo animações. Até o seu colega Friz Freleng (criador do Ligeirinho, Eufrazino Puxa-Briga e a Pantera Cor de Rosa) o convidou, mas Tex recusou o convite.
Em 1979, William Hanna e Joseph Barbera convidaram Tex Avery para se tornar roteirista e escritor de gags. Ele aceitou. Porém ficou pouco tempo lá devido ao seu falecimento, causado por um câncer de pulmão. Está sepultado no Forest Lawn Memorial Park em Hollywood Hills.

## Prêmios e reconhecimento

### Indicações para o Oscar
O trabalho de Tex Avery chegou a ser reconhecido pela Academia de Artes e Ciências Cinematográficas, visto que, ao longo de sua carreira, Avery recebeu 6 indicações para o Oscar de Melhor Curta-Metragem (Cartuns). Os desenhos indicados para o Oscar estão listados na tabela a seguir:
| Ano  | Título                             | Estúdio                  | Receptor         | Resultado |
| ---- | ---------------------------------- | ------------------------ | ---------------- | --------- |
| 1939 | Detouring America                  | Warner Bros.             | Leon Schlesinger | Indicado  |
| 1940 | A Wild Hare                        | Warner Bros.             | Leon Schlesinger | Indicado  |
| 1942 | Blitz Wolf                         | Metro-Goldwyn-Mayer      | Fred Quimby      | Indicado  |
| 1952 | Little Johnny Jet                  | Metro-Goldwyn-Mayer      | Fred Quimby      | Indicado  |
| 1954 | Misturada Louca                    | Walter Lantz Productions | Walter Lantz     | Indicado  |
| 1955 | A Lenda do Pico da Canção de Ninar | Walter Lantz Productions | Walter Lantz     | Indicado  |

### Prêmio Winsor McCay
Em 1974, Avery, juntamente com Friz Freleng, Chuck Jones, Art Babbitt e Winsor McCay, foi reconhecido pela ASIFA-Hollywood, e recebeu o Prêmio Winsor McCay pelo conjunto da obra. Tal prêmio é conferido a profissionais, de forma individual, em reconhecimento pelas contribuições dadas em sua carreira na área de animação, e é apresentado anualmente na cerimônia dos Prêmios Annie.

### The 50 Greatest Cartoons
Em 1994, os curtas Red Hot Riding Hood (1943), Northwest Hounded Police (1946), King-Size Canary (1947), Little Rural Riding Hood (1949) e Bad Luck Blackie (1949) foram escolhidos para fazerem parte da lista dos 50 melhores desenhos de todos os tempos, no livro The 50 Greatest Cartoons, escrito pelo historiador cinematográfico Jerry Beck. Os desenhos foram votados por 1000 pessoas que trabalham na indústria da animação.